# トーア・マンション
トーア・マンションとは、かつて東京都港区六本木7丁目に存在した集合住宅である。

## 概要
1966年（昭和41年）2月、港区麻布六本木町13番地5号の地に、鉄筋コンクリート造り5階建て、戸数17戸、全館集中による冷暖房と給湯設備、コールドウォーター設備、専用電話、乾燥室、インターホン、駐車場、屋上庭園、貸倉庫、エレベーターなどを完備するデラックス・マンションとして完成。
当時の分譲価格は1,838万円(31坪)から2,570万円(43坪)、事業主は暴力団東声会の名でも知られた東亜相互企業で施工は東海興業が担当した。当マンションの完成を機に東亜相互企業は中央区銀座西7丁目2番地より移転している。
フリースペースをコンセプトとしており、それは1973年よりTSK・CCCターミナルビルの名称で次第にその表情を露にしていった。